# Ципп, Томас
Томас Ципп (нем. Thomas Zipp, род. 1966, Хеппенхайм, Гессен) — современный немецкий художник.

## Образование
- 1992—1998 Freien Kunst Städelschule, Франкфурт; Slade School, Лондон

## Творчество
- Томас Ципп пересматривает истории, мифы и утопии прошлого, переводя их в современный контекст. Он использует различные источники — философию, историю искусства, политику и популярную культуру. Ципп создает критическую дистанцию от этих источников посредством необычных сочетаний и неожиданных стилей.
- Для одной из своих последних инсталляций Dwarf Nose (2008) Томас Ципп превратил галерею в склад гигантских снарядов: художник взял списанные боеголовки ракет «Патриот» и создал образ исключительной силы, который напоминает кошмары холодной войны и детскую игру одновременно.
- Ципп часто создает мрачные картины будущего — в Black August (2007) и A. B. Pusteblume (2006), например, он изображает катастрофу и мутации.

## Персональные выставки
- 2009 Thomas Zipp — galleria francesca kaufmann, Милан
- 2008 Thomas Zipp — White Dada — Alison Jacques Gallery, Лондон
- 2008 Thomas Zipp — Sommer Contemporary Art, Тель-Авив
- 2008 Thomas Zipp — Galería Heinrich Ehrhardt, Мадрид
- 2008 Thomas Zipp — S.S.B.S.M. (sick souls by sick minds) — Galerie Guido W. Baudach, Берлин
- 2007 Thomas Zipp: Planet Caravan. Is There Life After Death? a Futuristic World Fair — SLG South London Gallery, Лондон
- 2007 Thomas Zipp — Kunstmuseum Mülheim an der Ruhr in der Alten Post, Мюльхайм-ан-дер-Рур
- 2007 Thomas Zipp — Planet Caravan — Städtische Kunsthalle Mannheim, Mannheim
- 2007 Thomas Zipp — Moon Birds — PATRICIA LOW CONTEMPORARY, Gstaad
- 2007 Thomas Zipp — «the family of ornament und verbrechen» — Galerie Krinzinger, Вена
- 2006 Thomas Zipp — Galerie Rüdiger Schöttle, Мюнхен
- 2006 Thomas Zipp — Patrick Painter Inc., Санта-Моника
- 2006 Thomas Zipp: Uranlicht — Harris Lieberman, Нью-Йорк
- 2005 Nuevo Tychonico, Galeria Heinrich Ehrhardt
- 2005 Alison Jacques Gallery, Лондон
- 2005 Baronian Francey, Брюссель
- 2004 Futurism now (Samoa), Daniel Hug Gallery, Лос-Анджелес
- 2004 The New Breed, Galerie Michael Neff, Франкфурт
- 2003 Neroin, Maschenmode, Galerie Guido W. Baudach, Берлин
- 2003 The Nero Command, Marc Jancou Fine Art, Нью-Йорк
- 2001 Exorcise the demons of perhaps, Maschenmode, Берлин
- 2001 Bis dass der Tod uns meidet, Galerie Hilger, Вена
- 2001 Atrium Vagari (mit Philipp Zaiser), Halle für Kunst, Эссен
- 2000 od, Maschenmode, Берлин
- 2000 Nobody loves an Albatros, Montparnasse, Берлин
- 1999 1. Diciembre 1999 — 29. Enero 2000, Galerie Heinrich Erhardt, Мадрид
- 1998 Seilers Schlafzimmer, Helmut Seiler, Мюнхен
- 1997 N.N. (with Thilo Heinzmann), Galerie ak, Франкфурт

## Публичные коллекции
- Sammlung Boros, Берлин
- Fondazione Morra Greco, Неаполь
- Cell — Project Space, Лондон
- The Saatchi Gallery, Лондон
- Rubell Family Collection, Майями